# فاضل حمزة
فاضل حمزة (28 نوفمبر 1980) لاعب كرة قدم بحريني يلعب حاليا لصالح نادي الدرجة الأولى المالكية البحريني في مركز قلب الدفاع من 1998.